# Traian Ghițescu
Traian Ghițescu a fost un actor român de teatru, care a îndeplinit funcția de director al Teatrului Național „Vasile Alecsandri” din Iași în perioada 1954–1956.

## Distincții
- Ordinul Muncii clasa a III-a (28 ianuarie 1954) „cu ocazia împlinirii a cinci ani de activitate a Teatrului de Stat din Arad, Teatrului de Stat din Brăila, Teatrului Maghiar de Stat din Cluj, Teatrului Evreesc de Stat din București, Teatrului Maghiar de Stat din Oradea, Teatrului de Stat din Ploești, Teatrului de Stat din Pitești, Teatrului de Stat din Reșița, Teatrului de Stat din Sibiu, Teatrului Maghiar de Stat din Sf. Gheorghe, Teatrului de Stat din Orașul Stalin, Teatrului Secuesc de Stat din Târgu Mureș, Teatrului Evreesc de Stat din Iași, Teatrului de Stat din Timișoara și pentru merite în activitatea artistică”[1]
- Ordinul Muncii clasa a II-a (7 iunie 1957) „cu prilejul aniversării a 140 de ani de la reprezentarea primului spectacol în limba romînă pe scena Teatrului Național „Vasile Alecsandri” din Iași, pentru merite deosebite în activitatea artistică”[2]